# 亜硫酸レダクターゼ
亜硫酸レダクターゼ（sulfite reductase）は、セレノアミノ酸、硫黄代謝酵素の一つで、次の化学反応を触媒する酸化還元酵素である。
硫化水素 + 受容体 + 3 H2O {\displaystyle \rightleftharpoons } 亜硫酸 + 還元型受容体
反応式の通り、この酵素の基質は硫化水素と受容体と水、生成物は亜硫酸と還元型受容体である。補因子として鉄を用いる。
組織名はhydrogen-sulfide:acceptor oxidoreductaseで、別名にassimilatory sulfite reductase、assimilatory-type sulfite reductase、hydrogen-sulfide:(acceptor) oxidoreductaseがある。